# My Generation
A My Generation a The Who angol rockegyüttes bemutatkozó albuma 1965-ből. Az Egyesült Királyságban a Brunswick Records forgalmazta. Az Amerikai Egyesült Államokban The Who Sings My Generation címmel jelent meg a Decca Records gondozásábal, eltérő borítóval és dalsorrendel.
Az album munkálatai a The Who első kislemezeinek sikere után azonnal elkezdődtek. A deluxe kiadás booklete szerint az együttes csak egy rohammunkának tartotta, amely nem adta vissza az akkori színpadi előadásukat. A kritikusok azonban a legjobb rockalbumok között tartják számon, a Rolling Stone magazin Minden idők 500 legjobb albumának listáján a 237. helyre sorolták. A Mojo magazin minden idők második legjobb gitáralbumának nevezte. 2004-ben 18. lett a Q magazin, az 50 legjobb brit albumot felsorakoztató listáján. 2006-ban az NME "A 100 legjobb brit album" listájának 49. helyére került. Szerepel az 1001 lemez, amit hallanod kell, mielőtt meghalsz című könyvben.
2004-ben a címadó dal 11. lett a Rolling Stone magazin "Minden idők 500 legjobb dala" listáján. 2006-ban a The Kids Are Alright a Pitchfork Media, "Az 1960-as évek 200 legjobb dala" listájának 34. helyére került.
2009 júniusában az 1966-os amerikai kiadás bekerült a National Recording Registry-be.

## Felvételek és dalok
Az album a The Who Maximum R&B korszakában készült, és népszerű R&B dalok feldolgozásait is tartalmazza. Ezen kívül az együttes gitárosa, Pete Townshend dalain is megfigyelhető az R&B-hatás.
A deluxe kiadás booklete szerint az I’m a Man a szexuális tartalma miatt nem került fel az amerikai kiadásra. Az amerikai verzión továbbá a The Kids Are Alright egy szerkesztett változata szerepelt, melyből kivágták az utolsó versszak előtti, mániákus dobszólóval és gitár-feedbackkel teli instrumentális szakaszt.
Az album több dala megjelent kislemezen is. A My Generation az album kiadása előtt jelent meg, és a Brit kislemezlista második helyéig jutott. Miután az együttes a Reaction Records-hoz szerződött, a Brunswick Records az A Legal Matter, La-La-La Lies és The Kids Are Alright dalokat is kiadta kislemezen. Mivel ezeket az együttes nem reklámozta, nem értek el akkora kereskedelmi sikerek, mint a My Generation, vagy a Reaction-kislemezek. A The Kids Are Alright Svédországban a listák 8. helyét szerezte meg.
A My Generation és The Kids Are Alright dalok az együttes legtöbbször feldolgozott dalai. A My Generation egy nyers, erőteljes dal, amely előre jelezte a heavy metal és a punk hangzásvilágát. A The Kids Are Alright egy csiszoltabb popdal, hármas harmóniákkal és élénk melódiával, miközben megtartja a The Who akkori dalaira jellemző ritmusosságot. Az albumot sokan a power pop mozgalom előfutárának tartják.

## Kiadás
A brit kiadás borítóján a kamerára felnéző együttes látható néhány olajoshordó mellett. John Entwistle vállára egy brit zászlóról mintázott zakó van vetve. Az amerikai kiadás borítóján a Big Ben alatt álló együttes portréja látható.
A brit monoalbumot 1979-ben a Virgin Records újra kiadta, a mod revival csúcsán. Az akkor népszerű együttesekre nagy hatással volt a The Who, és a rajongóik meg akarták ismerni ezt a hatást. Ez a kiadás 1980-ban került le a boltok polcairól, így az Egyesült Királyságban a deluxe kiadás megjelenéséig nem volt elérhető a lemez.
2002-ben az albumot újrakeverték egy deluxe kiadáshoz. Ez volt az első alkalom, hogy az album dalai sztereóban szóltak. Habár a hangzás tisztább, több sávot lekevertek az eredeti monó felvételről. 2008-ban az eredeti brit monó kiadás megjelent a japán piacon is duplalemezes és egy CD-s kiadásban. Mindkét változat tartalmazta az 1965-ben rögzített bónuszdalokat.

## Az album dalai

### My Generation
| 1. | Out in the Street | Pete Townshend | 2:31 |
| 2. | I Don’t Mind      | James Brown    | 2:36 |
| 3. | The Good's Gone   | Townshend      | 4:02 |
| 4. | La-La-La Lies     | Townshend      | 2:17 |
| 5. | Much Too Much     | Townshend      | 2:47 |
| 6. | My Generation     | Townshend      | 3:18 |

| 1. | The Kids Are Alright   | Townshend                                            | 3:04 |
| 2. | Please, Please, Please | Brown, Johnny Terry                                  | 2:45 |
| 3. | It’s Not True          | Townshend                                            | 2:31 |
| 4. | I’m a Man              | Bo Diddley                                           | 3:21 |
| 5. | A Legal Matter         | Townshend                                            | 2:48 |
| 6. | The Ox                 | Townshend, Keith Moon, John Entwistle, Nicky Hopkins | 3:50 |

### The Who Sings My Generation
| 1. | Out in the Street | Pete Townshend | 2:31 |
| 2. | I Don’t Mind      | James Brown    | 2:36 |
| 3. | The Good’s Gone   | Townshend      | 4:02 |
| 4. | La-La-La Lies     | Townshend      | 2:17 |
| 5. | Much Too Much     | Townshend      | 2:47 |
| 6. | My Generation     | Townshend      | 3:18 |

| 1. | The Kids Are Alright   | Townshend                                            | 3:04 |
| 2. | Please, Please, Please | Brown, Johnny Terry                                  | 2:45 |
| 3. | It’s Not True          | Townshend                                            | 2:31 |
| 4. | The Ox                 | Townshend, Keith Moon, John Entwistle, Nicky Hopkins | 3:50 |
| 5. | A Legal Matter         | Townshend                                            | 2:48 |
| 6. | Instant Party          | Townshend                                            | 3:12 |

### Deluxe kiadás
Első lemez
1. Out in the Street
2. I Don’t Mind
3. The Good’s Gone (kétsávos ének nélkül)
4. La-La-La Lies (kétsávos ének nélkül)
5. Much Too Much (kétsávos ének nélkül)
6. My Generation (szólógitár nélkül)
7. The Kids Are Alright (kétsávos ének nélkül)
8. Please, Please, Please
9. It’s Not True
10. I’m a Man (teljes változat)
11. A Legal Matter (szólógitár nélkül)
12. The Ox (teljes változat)
13. Circles (Instant Party) (Entwistle kürtsávja és kétsávos ének nélkül)
14. I Can’t Explain (csörgődob nélkül)
15. Bald Headed Woman
16. Daddy Rolling Stone

Második lemez
1. Leaving Here
2. Lubie (Come Back Home)
3. Shout and Shimmy
4. (Love Is Like A) Heat Wave
5. Motoring
6. Anytime You Want Me
7. Anyway, Anyhow, Anywhere (alternatív felvétel)
8. Instant Party Mixture
9. I Don’t Mind (teljes változat)
10. The Good’s Gone (teljes változat)
11. My Generation (instrumentális változat)
12. Anytime You Want Me (a cappella változat)
13. A Legal Matter (eredeti monó verzió)
14. My Generation (eredeti monó verzió)

## Helyezések

### Album
| Év   | Lista               | Helyezés |
| ---- | ------------------- | -------- |
| 1965 | UK NME Chart Albums | 5        |

### Kislemezek
| Év   | Kislemez             | Lista                             | Helyezés |
| ---- | -------------------- | --------------------------------- | -------- |
| 1965 | My Generation        | Billboard Pop Singles             | 74       |
| 1965 | My Generation        | UK Record Retailer Singles Charts | 2        |
| 1966 | A Legal Matter       | UK Record Retailer Singles Charts | 32       |
| 1966 | The Kids Are Alright | UK Record Retailer Singles Charts | 41       |

## Közreműködők
- Roger Daltrey – ének, szájharmonika
- John Entwistle – basszusgitár, háttérvokál
- Keith Moon – dob, ütőhangszerek, háttérvokál az Instant Party Mixture-ön
- Pete Townshend – hat- és tizenkéthúros elektromos és akusztikus gitár, háttérvokál, ének az A Legal Matter-ön

További zenészek
- Perry Ford – zongora az I Can’t Explain-en
- Nicky Hopkins – zongora (az I Can’t Explain kivételével)
- The Ivy League – háttérvokál az I Can’t Explain és Bald Headed Woman dalokon
- Jimmy Page – szólógitár a Bald Headed Woman és ritmusgitár az I Can’t Explain dalokon